# プロムピラーン郡
プロムピラーン郡（- ぐん、Phrom Phiram、タイ語: พรหมพิราม, 発音 [pʰrōm pʰí.rāːm])は、タイのピッサヌローク県にある郡の一つ。
県都であるムアンピッサヌローク郡から約28キロ北側に向かった場所に位置している。
ピッサヌローク県で4番目に人口が多い郡である。

## 歴史
郡名である「プロムピラーン」は、タイ語で「世界を創造した神様とタイで信じられているブラフマー神（梵天）が住む美しい町」という意味である。